# Željeznička pruga
Željezničku prugu čini jedan ili više kolosijeka, koji spajaju službena mjesta, po kojima se kreću željeznička vozila. Prema širini kolosijeka pruga može najčešće biti:
- uskog kolosijeka (750 mm, neki dijelovi Indonezije; 1000 mm, dijelovi Švicarske; 1067 mm, Južna Afrika, Japan)
- normalnog kolosijeka (1435 mm, najčešće korištena),
- širokog kolosijeka (1524 mm, Rusija; 1665 mm, Portugal; 1667 mm, Španjolska).
- industrijska pruga nestandardnog kolosijeka (ima ih sve manje, obično male brzine, ali veliki kapacitet tereta), iako postoje i druge širine.

## Ustroj
Kolosijek se sastoji od tračnica i pragova. Pragovi povezuju tračnice, koje čine kolosijek. Postavljeni su u jednakim razmacima okomito na pragove koje povezuju. Tračnice su tirifonima i žabicama spojene na pragove. Kolosijeci se spajaju pomoću skretnice.

## Glavni parametri
- širina kolosijeka
- osovinsko opterećenje (dozvoljeni maksimalni teret)
- najveća dozvoljena brzina

## Regulacija prometa i signalizacija
Regulacija prometa vrši se signalima (likovnim ili svjetlosnim). Na prugama velikih brzina (građene specifično za vlakove velike brzine, koje, po definiciji, omogućuju promet preko 200 km/h), koristi se i direktna signalizacija u kabinu vozača vlaka, kao i automatska povratna informacija o stanju vlaka (signalni sustavi vlakova velike brzine, kao npr. ETCS). 
Kako bi se promet po pruzi mogao obavljati nesmetano i sigurno za sve sudionike, čak i pri križanju s cestama, na svakom križanju postoji posebni znak Andrijin križ. Na nekim prijelazima postoji i svjetlosna indikacija. Rampa s polubranicima ili branicima koristi se na prugama gdje je intenzitet prometa vrlo gust i gdje su brzine u prosjeku veće.

## Telekomanda
Neke pruge imaju skretnice i željezničke signale, koji se postavljaju ručno. Telekomanda je centralno mjesto, gdje se na prugama osposobljenim ovim sustavom centralno regulira signalizacija i pravac kretanja.

## Spajanje dvaju različitih širina kolosijeka
Između dvije države ili u državi samoj, mogu postojati mjesta, gdje se susreću 2 (ili, vrlo rijetko, više) različitih širina kolosijeka. Vozila jedne širine kolosijeka ne mogu prijeći na drugu širinu kolosijeka, ako im je osovina fiksna.
Za takvu situaciju postoji nekoliko rješenja:
- Presjedanje/Pretovar
- Zamjena osovina
- "Rola" vagon
- Promjena širine kolosijeka s osovinama
- Tri (ili više) tračnica
- Tolerancija

### Presjedanje/Pretovar
Najjednostavnija varijanta je presjedanje putnika iz vozila jedne širine kolosijeka u drugu.
Isto tako, pretovar robe s jednih teretnih vagona jedne širine kolosijeka, na drugu, koristeći pritom kranove.

### Zamjena postolja s osovinama
Vagoni se, na posebnom stroju, podignu, te se zamijene postolja s osovinama jedne širine osovinama druge širine kolosijeka.

### "Rola" vagon
Naziv je došao od njem. "Rollende Landstrasse", tj. "vozeća pokrajinska cesta". Vagoni jedne širine kolosijeka (obično uže) se utovare na specijalne "Rola"-teretne vagone druge širine kolosijeka.

### Promjena širine kolosijeka na osovini
Pojavili su se specijalni sustavi i specijalna vozila, koja omogućuju promijenu širine kolosijeka na osovinama vozila.
Vozila moraju imati posebno napravljene pokretne osovine, te se, sporijim prolazom (ili stajanjem) kroz sustav za promjenu širine osovine, osovine prilagode na širinu kolosijeka ispod, a ukloni im se širina kolosijeka iza njih. Sustavi imaju neku blokadu
širine kolosijeka, koja se otpusti, promijeni širina, te se ponovno blokada postavi na novu širinu.
Poznata imena takvih sustava su:
- Variable Gauge Adjustment (VGA)
- Gauge Adjustable Wheelsets (GAW)
- Automatic Track Gauge Changeover System (ATGCS/TGCS)
- Rolling Stock Re-Gauging System (RSRS)
- Rail Gauge Adjustment System (RGAS)

U eng. govornom području znani i kao: shifting wheelset, Variable Gauge Rolling Truck, track gauge change i track change wheelset.
Ovakvi sustavi se koriste, kada bi promjena širine kolosijeka bila preskupa (pod pretpostavkom prevelike dužine nepoželjne širine kolosijeka).
Inače se radije vrši konverzija, te ujednačavanje širine kolosijeka, gdje god je to moguće.

### Tri (ili više) tračnica
Uz normalne dvije, paralelno unutar/izvan njih se dodaje još jedna tračnica. Zatim je moguć prolazak fiksnih osovina vozila obadvije širine kolosijeka istom trasom, svaka koristi zajedničku tračnicu, te drugu koja odgovara širini osovine. Takve pruge se grade do određene potrebne dužine. Izvedba skretnica za takvu prugu je kompliciranija.
Korištenje ove metode je moguće samo, ako širine kolosijeka to dozvoljavaju, tj. nisu previše blizu, tj. ne presijecaju širine kolosijeka jedna drugu.

### Tolerancije
Kod vrlo bliskih širina kolosijeka, ali samo malo pomaknutih, moguće je koristiti vozila, koja imaju veću toleranciju.
Ona se prave s manjom širinom kolosijeka, a kotači na osovinama su širi, kako bi se tolerirala veća odstupanja.
Npr. 1665 mm i 1667 mm su mala razlika, i ako se poveća tolerancija, moguć je promet istih vozila na obadvije širine kolosijeka.